# Harold Marshall
Pour les articles homonymes, voir Marshall.
Arthur Harold Marshall, né le 15 septembre 1931 et mort à Auckland le 31 août 2024, est un architecte, ingénieur et physicien néo-zélandais.
Reconnu internationalement pour sa contribution à la conception des salles de concert, en particulier pour ses travaux précurseurs sur l'importance des réflexions latérales avec Michael Barron, il encadre la thèse de doctorat de celui-ci.

## Biographie
Ancien professeur d'architecture à l'Université d'Auckland et directeur du Centre de recherches en Acoustique, il fonde en 1981 le bureau d'études Marshall Day Acoustics avec Chris Day.
Ses principales découvertes portent sur l'importance des réflexions latérales dans les salles de concert et sur les moyens architecturaux à mettre en œuvre pour les favoriser. Ses découvertes portent également sur les conditions nécessaires et suffisantes pour une excellente cohésion simultanée des ensembles instrumentaux et des chants, et sur l'analyse des relations acoustiques et architecturales lors du processus de conception.
Il est ensuite conseiller du groupe Marshall Day Acoustics pour la conception de salles de concert.
Il participe à la conception de nombreuses salles de concerts majeures, dont l'Opéra de Canton avec l'architecte Zaha Hadid et la Philharmonie de Paris avec l'architecte français Jean Nouvel.
En 1995, Harold Marshall reçoit la Médaille Wallace Clement Sabine de l'Acoustical Society of America pour ses contributions dans le domaine de l'acoustique architecturale, en particulier pour ses avancées dans la compréhension et la conception des salles de concert.
Harold Marshall meurt à Auckland le 31 août 2024, à l’âge de 92 ans.

## Qualifications et affiliations
- B.Arch (Hons) - Licence en architecture de l'Université de Nouvelle-Zélande 1956
- B.Sc - Licence en sciences de l'Université d'Auckland 1956
- Ph.D - Doctorat à l'Université de Southampton 1967
- FRSNZ - Membre émérite (Fellow) de la Royal Society of New Zealand
- FNZIA - Membre émérite (Fellow) de l'NZ Institute of Architects
- FASA - Membre émérite (Fellow) de l'Acoustical Society of America

## Distinctions
- 1995 : Médaille Wallace Clement Sabine de l'Acoustical Society of America[4]
- 2006 : Médaille d'Or de l'Acoustical Foundation of India.
- 2009 : KNZM - Chevalier de l'Ordre du Mérite de Nouvelle-Zélande[5]
- 2013 : Médaille Pickering de la Royal Society of New Zealand[6]
- 2015 : Médaille Rayleigh de l'Institute of Acoustics[7]